# Little Dragon
Little Dragon ist eine schwedische Synthpopband, die 2006 in Göteborg gegründet wurde. Die Gruppe besteht aus der schwedisch-japanischen Sängerin Yukimi Nagano und den Musikern Håkan Wirenstrand (Keyboard), Erik Bodin (Schlagzeug) und Fredrik Källgren Wallin (Bass). Der Bandname ist eine Anspielung auf die fernöstliche Herkunft der Frontfrau. Nagano gastierte u. a. auf Alben des US-amerikanischen Rappers Drake und des Musikprojektes Gorillaz.

## Diskografie

### Alben
- 2007: Little Dragon
- 2009: Machine Dreams
- 2011: Ritual Union
- 2014: Best of
- 2014: Nabuma Rubberband
- 2017: Season High
- 2020:  New Me, Same Us
- 2023: Slugs of Love

### Singles
- 2007: Twice/Test
- 2008: Constant Surprises
- 2008: Recommendation
- 2008: Infinite Love
- 2009: Fortune/Blinking Pigs
- 2009: Feather/Stranger
- 2011: Nightlight
- 2011: Ritual Union
- 2011: Little Man
- 2012: Sunshine
- 2014: Klapp Klapp